# Maximilien Vox
Maximilien Vox, född 1894, död 1974, var en fransk författare, redaktör och typograf. Han skapade ett system för klassificering av typsnitt, Vox Classification.
Han startade tidskriften Caractère, för vilken han var redaktör åren 1949–1964.